# Lista nagród i nominacji Raya Charlesa

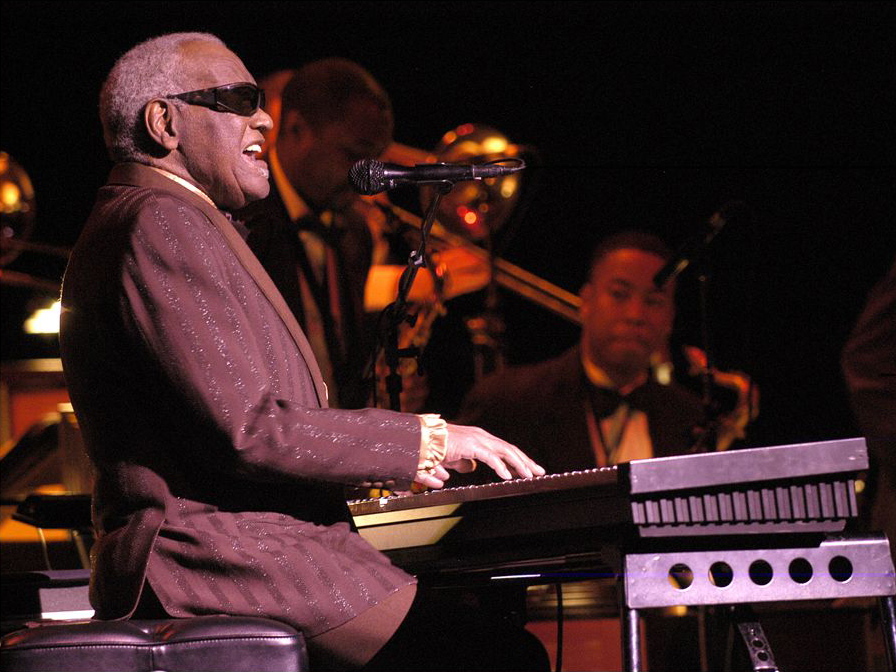
Ray Charles

Ray Charles – amerykański wokalista, pionier soulu, muzyk i pianista, uważany za artystę, który ukształtował rhythm and bluesa.

## Black Reel Awards
| Rok  | Nominowane dzieło | Kategoria                   | Rezultat |
| ---- | ----------------- | --------------------------- | -------- |
| 2005 | Ray               | Najlepszy oryginalny dźwięk | Wygrana  |

## Clio Awards
| Rok  | Kategoria                 | Rezultat |
| ---- | ------------------------- | -------- |
| 1990 | Najlepszy męski wokalista | Wygrana  |

## Nagrody Emmy
| Rok  | Nominowane dzieło                                                      | Kategoria                                                              | Rezultat  |
| ---- | ---------------------------------------------------------------------- | ---------------------------------------------------------------------- | --------- |
| 1993 | "Where There's Life, There's Hope" (z Buzem Kohanem)                   | Ponadprzeciętne indywidualne dokonania w muzyce                        | Nominacja |
| 1992 | The Kennedy Center Honors: A Celebration of the Performing Arts (1991) | Ponadprzeciętne indywidualne dokonania w muzyce                        | Nominacja |
| 1990 | The Kennedy Center Honors: A Celebration of the Performing Arts (1989) | Ponadprzeciętne dokonania w muzyce                                     | Nominacja |
| 1988 | Występ z okazji setnej rocznicy urodzin Irvinga Berlina                | Ponadprzeciętny indywidualny występ w dowolnym lub muzycznym programie | Nominacja |
| 1986 | "Take It to the People"                                                | Ponadprzeciętne dokonania w muzyce                                     | Nominacja |

## Golden Plate Awards
| Rok  | Rezultat |
| ---- | -------- |
| 1975 | Wygrana  |

## Governor's Performing Arts Awards
| Rok  | Rezultat |
| ---- | -------- |
| 1995 | Wygrana  |

## Nagrody Grammy
| Rok  | Nominowane dzieło                                       | Kategoria                                                              | Rezultat  |
| ---- | ------------------------------------------------------- | ---------------------------------------------------------------------- | --------- |
| 2005 | Genius Loves Company                                    | Album roku                                                             | Wygrana   |
| 2005 | "Here We Go Again" (z Norah Jones)                      | Nagranie roku                                                          | Wygrana   |
| 2005 | Genius Loves Company                                    | Najlepszy popowy album wokalny                                         | Wygrana   |
| 2005 | "Heaven Help Us All" (z Gladys Knight)                  | Najlepsze gospelowe wykonanie                                          | Wygrana   |
| 2005 | "Here We Go Again" (z Norah Jones)                      | Najlepsza popowa kolaboracja z wokalem                                 | Wygrana   |
| 2005 | "Sorry Seems to Be the Hardest Word" (z Eltonem Johnem) | Najlepsza popowa kolaboracja z wokalem                                 | Nominacja |
| 2005 | "Sinner's Prayer" (z B.B. Kingiem)                      | Najlepsze tradycyjne rhythm and bluesowe wykonanie z wokalem           | Nominacja |
| 1994 | "A Song for You"                                        | Najlepsze męskie wykonanie rhythm and bluesowe z wokalem               | Wygrana   |
| 1991 | "I'll Be Good to You" (z Quincy Jonesem i Chaka Khan)   | Najlepsze rhythm and bluesowe wykonanie z wokalem przez duet lub grupę | Wygrana   |
| 1990 | "Save the Bones for Henry Jones" (z Lou Rawlsem)        | Najlepsze jazzowe wykonanie z wokalem przez duet lub grupę             | Nominacja |
| 1984 | "Born to Love Me"                                       | Najlepsze męskie wykonanie country z wokalem                           | Nominacja |
| 1980 | "Some Enchanted Evening"                                | Najlepsze męskie wykonanie rhythm and bluesowe z wokalem               | Nominacja |
| 1973 | "What Have They Done to My Song Ma"                     | Najlepsze męskie wykonanie rhythm and bluesowe z wokalem               | Nominacja |
| 1961 | "Georgia on My Mind"                                    | Najlepsze męskie wykonanie                                             | Wygrana   |
| 1961 | "Georgia on My Mind"                                    | Najlepsze męskie popowe wykonanie                                      | Wygrana   |
| 1961 | The Genius of Ray Charles                               | Najlepsze męskie wykonanie - album                                     | Wygrana   |
| 1961 | "Let the Good Times Roll"                               | Najlepsze rhythm and bluesowe wykonanie                                | Wygrana   |
| 1961 | "Georgia on My Mind"                                    | Nagranie roku                                                          | Nominacja |

## Helen Keller Personal Achievement Awards
| Rok  | Rezultat |
| ---- | -------- |
| 1994 | Wygrana  |

## Horatio Alger Awards
| Rok  | Rezultat |
| ---- | -------- |
| 1995 | Wygrana  |

## Lifetime Achievement Awards
| Rok  | Rezultat |
| ---- | -------- |
| 1994 | Wygrana  |

## Man of Distinction Awards
| Rok  | Rezultat |
| ---- | -------- |
| 1975 | Wygrana  |

## NAACP Awards
| Rok  | Kategoria                                     | Rezultat |
| ---- | --------------------------------------------- | -------- |
| 1983 | Najlępszy męski wokalista rhythm and bluesowy | Wygrana  |

## NAACP Image Awards
| Rok  | Nominowane dzieło                      | Kategoria                                            | Rezultat  |
| ---- | -------------------------------------- | ---------------------------------------------------- | --------- |
| 2006 | Genius Loves Company                   | Ponadprzeciętny duet lub grupa (z różnymi artystami) | Nominacja |
| 2005 | "Heaven Help Us All" (z Gladys Knight) | Ponadprzeciętny duet lub grupa                       | Nominacja |

## Polar Music Prize
| Rok  | Kategoria | Rezultat |
| ---- | --------- | -------- |
| 1998 | Wykonawca | Wygrana  |

## TV Land Awards
| Rok  | Nominowane dzieło | Kategoria                                                | Rezultat  |
| ---- | ----------------- | -------------------------------------------------------- | --------- |
| 2003 | Designing Women   | Ulubiony gościnny występ muzyka w programie telewizyjnym | Nominacja |

## Halls of Fame
Charles jest członkiem wielu alei sław, w tym:
- Georgia State Music Hall of Fame
- Hollywood Walk of Fame
- Rock and Roll Hall of Fame
- Jazz Hall of Fame
- National Black Sports & Entertainment Hall of Fame
- Hit Parade Hall of Fame
- Playboy Magazine Hall of Fame
- Florida Artists Hall of Fame